# Epimerella puzanovi
Epimerella puzanovi är en kvalsterart som beskrevs av Gordeeva och Karppinen 1988. Epimerella puzanovi ingår i släktet Epimerella och familjen Epimerellidae. Inga underarter finns listade i Catalogue of Life.